# بیابان مه ساحلی شبه‌جزیره عربستان

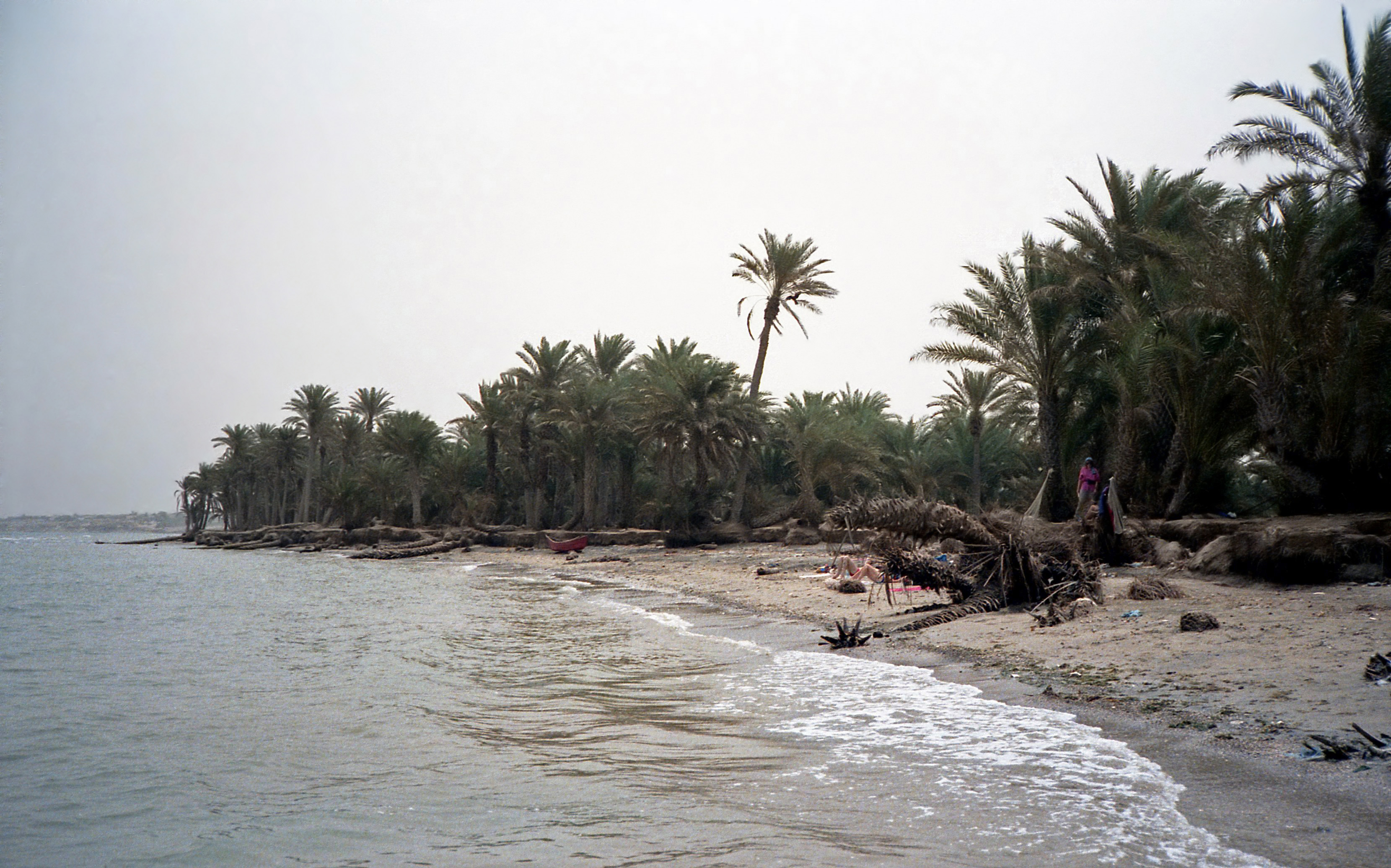
تهامه در دریای سرخ در نزدیکی الخوخاه، یمن بخشی از این اکوسیستم است.

بیابان مه ساحلی شبه‌جزیره عربستان که درختچه‌زار خشک ساحلی جنوب‌غربی عربستان نیز نامیده می‌شود، یک بوم‌ناحیه بیابانی در سواحل جنوبی شبه‌جزیره عربستان است که مه غلیظی را تجربه می‌کند که در آن دید ممکن است به ۱۰ متر (۳۳ فوت) کاهش یابد. این بوم‌ناحیه نوعی بیابان مه در قلمرو زیست‌جغرافیایی آفریقای حاره‌ای است.

## موقعیت و ویژگی‌ها

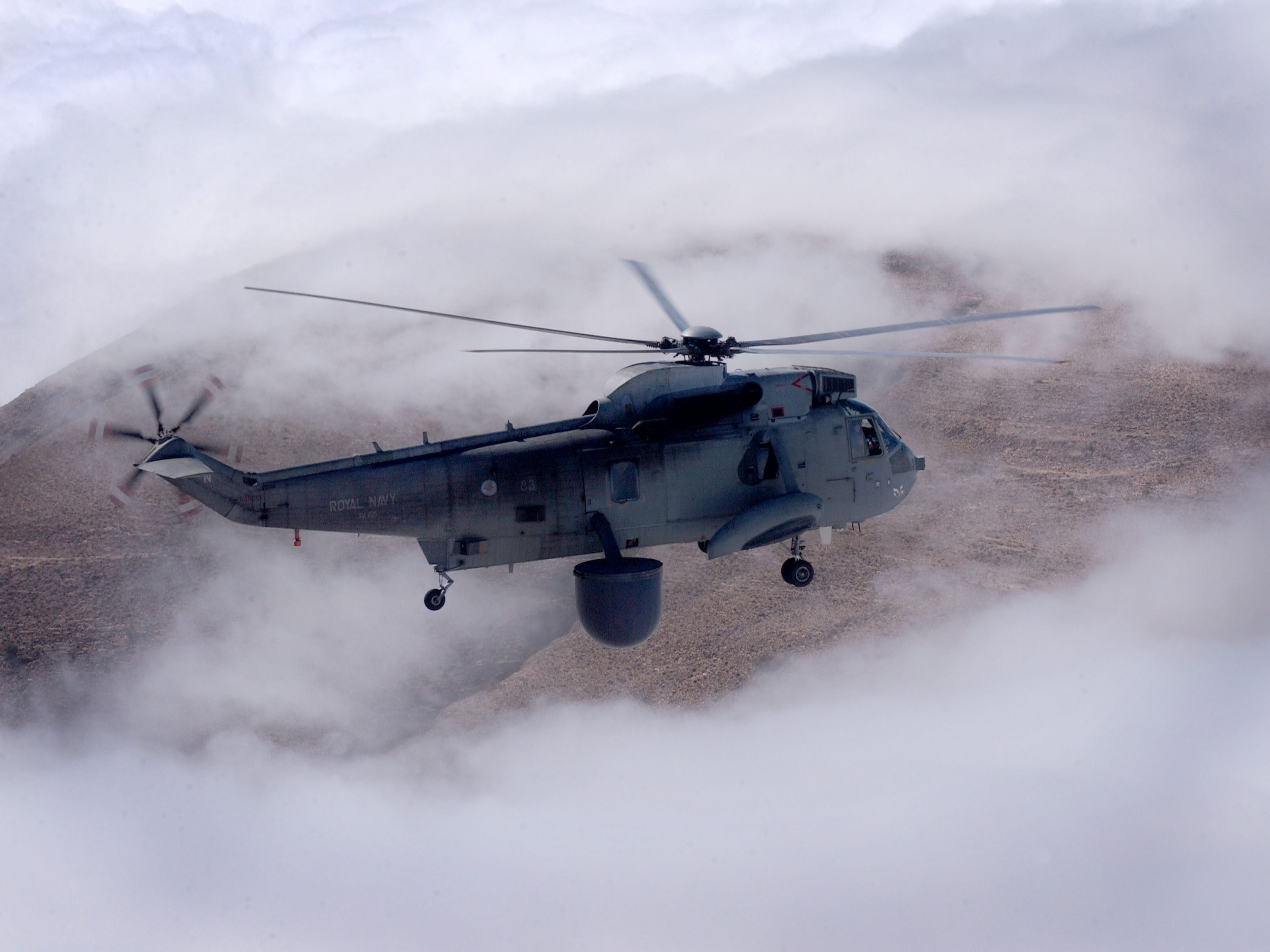
کنترل هواپیما بر روی رشته کوه ظفار در جنوب عمان

این اکوسیستم به‌صورت نواری در امتداد سواحل غربی و شرقی عربستان کشیده شده است. این بوم‌ناحیه به‌صورت نواری در ساحل عمان از جزیره مصیره به‌سمت جنوب کشیده شده و در فلات جیدة الحراسیسی و کوه‌های ظفار تا ۱۲۰ کیلومتر در داخل خاک عمان گسترش یافته است. بیابان مه ساحلی شبه‌جزیره عربستان در این محل، به صورت یک نوار بسیار باریک (عرض فقط ۵ کیلومتر (۳٫۱ مایل)) در امتداد سواحل یمن و به عرض ۵۰ کیلومتر (۳۱ مایل) در دشت تهامه در امتداد ساحل دریای سرخ در عربستان سعودی ادامه می‌یابد. در عمان و یمن رطوبت بوم‌ناحیه توسط مه غلیظی که از اقیانوس هند در طول بادهای موسمی تابستانی خریف خارج می‌شود، تأمین می‌گردد، در حالی که دشت گرم تهامه با مقداری بارندگی و رطوبت به‌طور کلی زیاد دریای سرخ مرطوب می‌شود.

## گیاهان و جانوران
هرچند در بوم‌ناحیه بیابان مه ساحلی شبه‌جزیره عربستان به ندرت باران می‌بارد، اما وجود مه، رطوبت کافی برای پرورش علفزارها، درختچه‌زارها و درختزارهای انبوه زیادی را فراهم می‌کند. بیش از ۶۰ گونه گیاهی محلی در این بوم‌ناحیه وجود دارد. این نوار ساحلی از اهمیت ویژه‌ای برخوردار است، زیرا در مناطق داخلی که بخش اعظم شبه‌جزیره عربستان را شامل می‌شود، مه نفوذ و تأثیری ی ندارد و بیابان عربی در این مناطق گسترش یافته است.
پوشش گیاهی بوم‌ناحیه به تدریج از ساحل که دارای جنگل‌های متراکم Terminalia dhofarica، سنگالیا سنگال و انواع خاردار درختان و درختچه‌های بلسان است، تغییر می‌کند. غنی‌ترین گیاگان را می‌توان در کوه‌های ظفار یافت که دارای ۹۰۰ گیاه از جمله ۶۰ گونه بوم‌زاد است. یکی از گیاهان به‌نام Boswellia sacra (کندر) در دوران باستان منبع ثروت زیادی برای منطقه ظفار بود. دامنه‌های رو به دریای جبل اورایز در یمن پوشیده از درختچه‌های Euphorbia balsamifera است.
تعدای از پستانداران موجود در این بوم‌ناحیه عبارتند از: تیزشاخ عربی (Oryx leucoryx) که پس از ناپدید شدن دوباره به حیات وحش برگردانده شد، غزال عربی و بز کوهی نوبه‌ای که از خانواده بزیان است. از شکارچیانی که در ساحل یافت می‌شوند می‌توان به سیاه‌گوش، گرگ عربی، کفتار راه‌راه و گونه در وضعیت بحرانی و در معرض خطر پلنگ عربی (Panthera pardus nimr) اشاره کرد که در کوه سمحان در کوه‌های ظفار زنده مانده است.

## تهدیدها و حفاظت
چرای بی‌رویه دام تهدید اصلی برای این اکوسیستم است که با افزایش تعداد گاوها و سایر دام‌ها و همچنین بیراهه‌نوردی و دیگر تعرض‌های انسانی همراه است. مناطق شهری در این بوم‌ناحیه عبارتند از: بندر الدقم و شهر صلاله مرکز استان ظفار در عمان، بندر مکلا مرکز حضرموت، پایتخت پیشین و بندر باستانی عدن، بندرهای قهوه دریای سرخ در حدیده (بزرگ‌ترین شهر در این بخش از سواحل یمن) و مخا و شهر میراث جهانی زبید در یمن و شهر جیزان در عربستان که به‌عنوان سبد میوه عربستان سعودی شناخته می‌شود.
مناطق حفاظت شده در عمان شامل پناهگاه تیزشاخ عربی است، جایی که معرفی دوباره این گونه به طبیعت در آن انجام شد، ذخیره‌گاه طبیعی کوه سمحان که برای حفاظت از پلنگ عربی ایجاد شده است. چندین منطقه مهم پرندگان نیز در این بوم‌ناحیه در سواحل یمن وجود دارد، اما هیچ‌کدام به‌طور رسمی محافظت نمی‌شوند.